# خاتم بيركا
خاتم بيركا هو خاتم يُعد من الكنوز الفايكنغية النادرة التي عُثر عليها في قبر سويدي لامرأة من الفايكنغ في بلدة بيركا، وهو يعود إلى القرن التاسع، ومنقوش عليه اسم الله بالعربية.

## الخاتم الأصلي
اكتُشف الخاتم الفضي الأصلي في أواخر القرن التاسع عشر على يد عالم الآثار السويدي الشهير هالمار ستولب. يتكون الخاتم من سبيكة فضية، ويحتوي على حجر يحمل نقشًا مكتوبًا بالخط الكوفي، وهو أحد أقدم الخطوط العربية المستخدمة بين القرنين الثامن والعاشر. يقرأ النقش عبارة «لله». كان الحجر المركزي مجهول التحديد.

## أبحاث حديثة حول الخاتم
في دراسة حديثة نُشرت في مجلة التصوير (بالإنجليزية: Scanning)، استخدم الباحثون، بقيادة عالم الفيزياء الحيوية سيباستيان ويرملاندر من جامعة ستوكهولم، مجهرًا إلكترونيًا ماسحًا لفحص أصول الخاتم. وكشفت التحليلات أن الحجر ليس حجرًا كريمًا، بل زجاجًا ملونًا ومصنوعًا بدقة، وهو مادة نادرة في ثقافة الفايكنغ لكنها كانت تُصنع منذ آلاف السنين في الشرق الأوسط وشمال إفريقيا.

## وصول الخاتم للقبر
رغم ندرة الأدلة المادية على ذلك، فإن هناك العديد من الروايات التي تشير إلى تواصل الفايكنغ مع العالم الإسلامي في تلك الفترة. بحلول القرن الحادي عشر، اشتهر الفايكنغ برحلاتهم البحرية الطويلة، حيث وصلوا شرقًا إلى القسطنطينية وربما بغداد. وقد اتصل بهم مثلًا ابن فضلان.

## النقش على الخاتم
في عام 2015، نشر الباحثون دراسة حول الخاتم أكدوا فيها أن النقش مكتوب بالخط الكوفي، وهو خط عربي كان شائعًا بين القرنين السابع والعاشر. وقد قرؤوا النقش على أنه «لله». يثير هذا التساؤل حول هوية صاحبة الخاتم؛ هل كانت مهاجرة جاءت من بلاد إسلامية واحتفظت به حتى دفنت معه بعيدًا عن موطنها الأصلي أو فاكينغ اعتنقت الإسلام.